# Omaha–ponca
L'omaha–ponca és una llengua siouan parlada per les tribus omaha (Umoⁿhoⁿ) de Nebraska i ponca (Paⁿka) d'Oklahoma i Nebraska. Els dos dialectes tenen diferències mínimes però són considerats llengües diferents pels seus parlants.

## Ús i esforços de revitalització
Actualment només hi ha 60 parlants d'omaha, i 25 parlants nadius, tots amb més de 60 anys; i un grapat de semiparlants de ponca.
La Universitat de Nebraska ofereix classes en omaha, i el seu Omaha Language Curriculum Development Project (OLCDP) proporciona materials per aprendre la llengua via internet.

## Fonologia

### Consonants
|                        | Labial | Dental | Alveopalatal | Velar | Glotal |
| ---------------------- | ------ | ------ | ------------ | ----- | ------ |
| Nasal                  | m      | n      |              |       |        |
| Oclusiva sonora        | b      | d      | dʒ           | ɡ     |        |
| Oclusiva sorda         | pː     | tː     | tːʃ          | kː    | ʔ      |
| Oclusiva aspirada      | pʰ     | tʰ     | tʃʰ          | kʰ    |        |
| oclusiva ejectiva      | pʼ     | tʼ     |              |       |        |
| Fricativa sorda        |        | z      | ʒ            | ɣ     |        |
| Fricativa sonora       |        | s      | ʃ            | x     |        |
| Fricativa glotalitzada |        | sʼ     | ʃʼ           | xʼ    |        |
| Aproximant             | w      | lᶞ     |              |       | h      |

### Vocals
| Vocals         | Anterior | Posterior |
| Anterior Oral  | i        | u         |
| Anterior Nasal | iⁿ       |           |
| Mitjana Oral   | e        |           |
| Baixa Oral     | a        | o         |
| Baixa Nasal    | aⁿ       |           |

## Morfologia
La llengua omaha-ponca afegeix a les terminacions als seus articles determinats per assenyalar objectes inanimats, nombre i posició.
| Finalització morfològica | Significat                                       |
| ------------------------ | ------------------------------------------------ |
| -kʰe                     | Per a objecte inanimat horitzontal               |
| -tʰe                     | Per a objecte inanimat que està de peu           |
| -ðaⁿ                     | Per a objecte inanimat rodó                      |
| akʰá                     | Per a agent singular animat                      |
| -amá                     | Per a agent singular animat en moviment o plural |
| -tʰaⁿ                    | Per a pacient singular animat en posició dempeus |
| ðiⁿ                      | Per a pacient singular animat en moviment        |
| -ma                      | Per a pacient plural animat en moviment          |
| -ðiⁿkʰé                  | Per a pacient singular animat en posició assegut |
| -ðaⁿkʰá                  | Per a pacient plural animat en posició assegut   |

## Sintaxi
La sintaxi omaha-ponca és típic d'una Llengua SOV.